# Teorema înălțimii

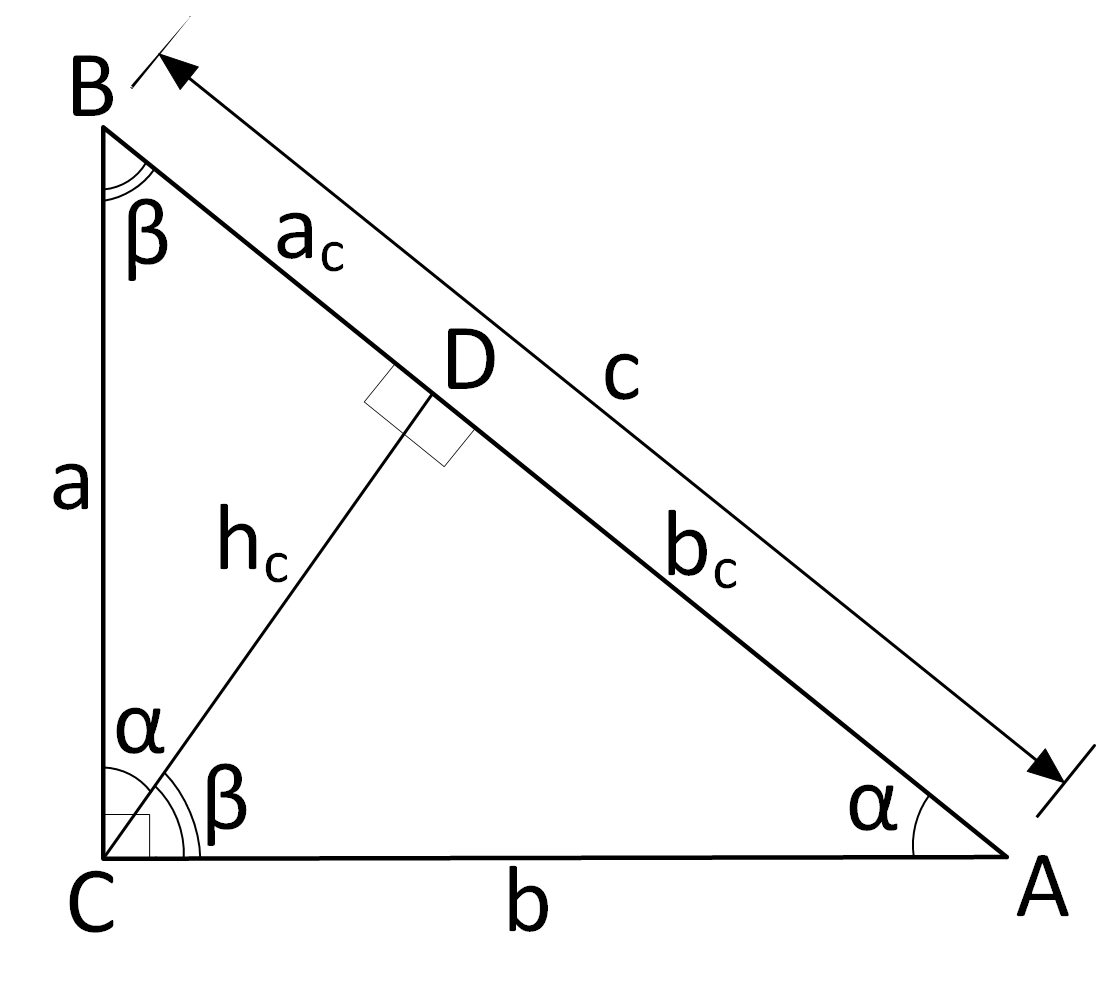
Notații pentru teorema enunțată.

aria pătratului gri = aria dreptunghiului gri:

Desenul pentru √p  când q este 1

Teorema înălțimii într-un triunghi dreptunghic sau teorema mediei geometrice este un rezultat în geometria elementară care descrie o relație între lungimea înălțimii de pe ipotenuză într-un triunghi dreptunghic și cele două proiecții ale catetelor pe ipotenuză. Teorema spune că: Într-un triunghi dreptunghic lungimea înălțimii corespunzătoare ipotenuzei este media geometrică a lungimilor proiecțiilor catetelor pe ipotenuză.

## Teorema înălțimii
Fie CD {\displaystyle \perp } AB , D {\displaystyle \in } AB , Proiecția catetei CA pe AB este AD , Iar Proiecția catetei CB pe AB este BD. (vezi figura alăturată)
{\displaystyle CD={\sqrt {AD\cdot BD}}} sau
{\displaystyle CD^{2}=AD\cdot BD}

## Formula înălțimii
Fie CD {\displaystyle \perp } AB, D {\displaystyle \in } AB
Demonstrație (deducerea formulei): {\displaystyle A\vartriangle } = {\displaystyle {\frac {AC\cdot CB}{2}}} = {\displaystyle {\frac {CD\cdot AB}{2}}} {\displaystyle \Rightarrow } {\displaystyle AC\cdot AB} = {\displaystyle CD\cdot AB} {\displaystyle \Rightarrow } {\displaystyle CD} = 
{\displaystyle h={\frac {c_{1}\cdot c_{2}}{ip}}}
unde: {\displaystyle c_{1}} = cateta 1, {\displaystyle c_{2}} = cateta 2 , {\displaystyle ip} = ipotenuza

## Linkuri externe
- Media geometrică la tăierea nodului